# Uan Muhuggiag
Uan Muhuggiag is een archeologische vindplaats in Libië die tussen het vroege en midden-Holoceen door veehouders werd bewoond. In Uan Muhuggiag werd de Tashwinat-mummie gevonden, die  werd gedateerd op 4.250 v.Chr. en zich momenteel in het Assaraya Alhamra-museum in Tripoli bevindt. 

## Geschiedenis van het onderzoek
De eerste opgraving in Uan Muhuggiag werd verricht in 1950. in 1958 werd door Fabrizio Mori van de Universiteit Sapienza Rome de Tashwinat-mummie ontdekt. In 1982, werden nieuwe opgravingen verricht door Barbara Barich. 

## Klimaat en geografie
Uan Muhuggiag is een rotsformatie in het zuidwesten van Libië, in de huidige Saharawoestijn. Ze ligt aan de oever van de Wadi Teshuinat, bijna 90 m boven zeeniveau op een plateau in de Tadrart Acacus. De locatie ligt ongeveer 2.400 km ten westen van de Nijlvallei. 
Uan Muhuggiag werd bewoond tijdens wat bekend staat als de Groene Sahara-periode. Uit analyse van stuifmeel dat op de laagste niveaus van de vindplaats werd aangetroffen, daterend uit de periode tussen 7.500 en 5.000 v.Chr., blijkt dat het toen een vochtige savanne was. Uitgebreide monsters van een aantal locaties geven aan dat ongeveer 10.000 v.Chr. een tropische vochtige vegetatie zich na een lange droge periode noordwaarts begon uit te breiden, en uiteindelijk diep in de huidige Sahara-woestijn terechtkwam. 
NASA-satellieten hebben een enorm netwerk van oude rivierbeddingen en paleomeren onder de zandduinen rond Uan Muhuggiag kunnen detecteren. Rondom Uan Muhuggiag zijn rotstekeningen gevonden met afbeeldingen van olifanten, giraffen en krokodillen. Bovendien werden op verschillende plekken in de Sahara visgraten, vishaken en harpoenen gevonden. Er wordt gespeculeerd dat de droge periode die tot op heden voortduurt rond 5000 BP begon, en leidde tot het verlaten van de site. 
Het lijkt erop dat Uan Muhuggiag vanaf ten minste het 6e millennium v.Chr. tot ongeveer 2.700 v.Chr. bewoond is geweest, hoewel niet noodzakelijkerwijs continu. De stratigrafische sequentie omvat 7 verschillende bewoningsniveaus.   
Laag 1 is de bovenste laag, gevolgd door laag 1a. Laag 1 dateert van rond 1.800 v.Chr. en bestaat uit los door de wind afgezet zand aan de bovenkant, daaronder licht vastgeklonterd zand en mest, en haarden op de bodem.  
Het middelste niveau is laag 2a tot 2d, waarbij 2d de oudste is. Laag 2 bevat bewijs van gehumificeerd organisch zand en lenzen van verse plantenresten. Lagen 1 en 2 representeren de periode van menselijke bewoning van de abri.  
Ten slotte is er daaronder nog een laag 3, die is onderverdeeld in sectie A, boven, en sectie B, onder. Laag 3 heeft nog sterker bevochtigd zand, evenals gipsconcreties. De stratigrafische volgorde suggereert dat de abri bewoond werd in een veel nattere periode dan de huidige. 
De Tashwinat-mummie werd gevonden aan de oostkant van een 160 bij 80 cm groot gebied, onder de onderste laag kolen, waar de zandstenen vloer een doelbewuste ronde uitgraving van ongeveer 25 cm  in diameter en 3 cm diep vertoonde. De mummie lag vlak onder een laag plantaardige vezels.

## Tashwinat-mummie
De meest opmerkelijke vondst in Uan Muhuggiag is de goed bewaarde mummie van een jongen van ongeveer 2½ jaar oud. Het kind werd gebalsemd, in foetushouding gelegd en vervolgens in een zak van antilopenhuid gelegd, die geïsoleerd was door een laag bladeren. De organen van de jongen waren verwijderd, zoals blijkt uit incisies in zijn buik en borstkas, en er werd een organisch conserveermiddel ingebracht om te voorkomen dat zijn lichaam zou ontbinden. Er werd ook een ketting van struisvogeleierschalen om zijn nek gevonden. 
De mummie is via C14-datering, via de diepste steenkoollaag waar het werd gevonden op 7438 ± 220 BP, en via de dierenhuid waarin het was gewikkeld, op 5405 ± 180 BP gedateerd, wat is gekalibreerd op 6250 cal BP (4.250 v.Chr.) Deze datum ligt duizend jaar vóór de vroegst bekende mummies uit het Oude Egypte.
Een andere datering voor de dierenhuid gemaakt van de huid van een antilope, die vergezeld ging van resten van een slijpsteen en een ketting gemaakt van de eierschaal van een struisvogel, is 4225 ± 190 v.Chr. 
In 1958-1959 voerde een archeologische expeditie onder leiding van Antonio Ascenzi antropologische, radiologische, histologische en chemische analyses uit op de mummie. Er werd morfologisch, antropometrisch, radiologisch, histologisch en chemisch onderzoek uitgevoerd. Op deze manier kon worden afgeleid dat het kind negroïde kenmerken had. Het lichaam was uitgeweid en op natuurlijke wijze gedroogd. Een ander individu, een volwassene, werd gevonden in Uan Muhuggiag, begraven in een gehurkte positie. Het lichaam vertoonde echter geen enkel bewijs van uitweiding of enige andere conserveringsmethode. 

## Rotskunst
Andere belangrijke vondsten bij Uan Muhuggiag zijn onder andere uitgebreide rotstekeningen, die grotendeels worden toegeschreven aan de latere bewoningsperiode van rond 3.000 v.Chr. Er zijn meer dan 100 rotstekeningen op de muren en het plafond van de abri. De meest opvallende hiervan zijn de Round Head-schilderingen, zo genoemd omdat de afgebeelde hoofden vrij groot waren, buiten proportie tot de rest van het lichaam, erg rond en met een duidelijk gebrek aan gelaatstrekken. Ook was er een schildering waarop dit soort figuren in een boot waren afgebeeld, wat mogelijk een rituele of religieuze betekenis had. Eén bepaalde figuur in de boot stond ondersteboven en Mori interpreteerde die figuur als een voorstelling van iemand die overleden was. 
Op sommige rotstekeningen was vee afgebeeld met herders en rennende jagers. Er werd ook een schilderij van twee ossen gevonden op een rots die los was geraakt van de muur. De stratigrafie bevestigde dat de schildering dateerde van ongeveer 2.700 v.Chr. Dit leverde onomstotelijk bewijs dat de inwoners van Uan Muhuggiag destijds veehouders waren.

## Dierlijke en plantaardige resten
Tot de dierlijke resten die op de vindplaats zijn aangetroffen behoren onder meer: rundvee, schapen of geiten, wilde katten, wilde ezels, wrattenzwijnen, gazellen, hazen, bavianen en schildpadden. Ook in de onderste lagen werden botten van tamme runderen gevonden, die mogelijk dateren uit het 8e millennium v.Chr. Daarmee vormen ze een van de vroegste bekende bewijzen van pastoralisme in de Sahara. Onder de dierlijke resten in de middelste lagen, die gedateerd worden op ongeveer 4.000 tot 3.300 v.Chr., worden vaker resten van schapen en geiten aangetroffen. Er wordt verondersteld dat dit waarschijnlijk de periode was waarin de abri het meest actief werd bewoond. Er werden ook vruchten en plantenzaden gevonden. Tijdens de opgravingen door Barich in 1982 werden meer dan 30 verschillende soorten plantenzaden gevonden, waaronder gierst en wilde meloen (Lagenaria sphaerica). De zaden besloegen een lange periode, waarbij de meest recente drie dadelpitten waren die met behulp van koolstofdatering gedateerd werden op 130 v.Chr., wat suggereert dat de abri met tussenpozen bewoond bleef, zelfs na de periode van hoofdbewoning en de daaropvolgende droogte. 

## Andere vondsten
Het aardewerk in Uan Muhuggiag werd voornamelijk in de bovenste lagen gevonden. Het is een versie van Dotted Wavy Line Pottery die in die tijd veel voorkwam in de regio. Er zijn aanwijzingen dat er een werktuig met twee tanden werd gebruikt om een gelijke afstand tussen de stippen te creëren. Andere vondsten bij Uan Muhuggiag zijn onder meer twee ongeveer 30 tot 40 centimeter grote halfronde in de rotsen gegraven holtes die "ketels" werden genoemd. Deze waren volledig bedekt met afzettingen, en werden geschat op ten minste 5.500 v.Chr. Er werden ook verschillende stukken houtskool gevonden, waarschijnlijk afkomstig van grote haarden, waarvan de oudste op 5.800 v.Chr. werden geschat. Op de onderste niveaus werden gerugde en microlithische werktuigen aangetroffen, terwijl in de bovenste lagen stenen werktuigen zoals afslagen en pijlpunten werden gevonden. In totaal werden 406 fragmenten van stenen werktuigen gevonden op niveau 2a, en 77 op het vroegste bewoningsniveau van 2d. 

## Betekenis
De patholoog Antonio Ascenzi geloofde dat Uan Muhuggiag en haar omgeving rond 8.000 v.Chr. bewoond werden door negroïde volkeren, die de moesson naar het noorden volgden. Er werd gesuggereerd dat er enige tijd later, rond 5.000 v.Chr., mensen uit West-Azië arriveerden, waardoor er herdersactiviteiten in de regio ontstonden. Tegenwoordig wordt het beeld dat gedomesticeerd vee in Afrika uitsluitend afkomstig was uit de Vruchtbare Halve Maan echter gezien als een idee met ernstige tekortkomingen. Archeologisch onderzoek heeft aangetoond dat er in het Holoceen in Afrika sprake was van een diepe integratie van vee en een vroege associatie van vee met religieuze en levensonderhoudstrategieën. Uit recent onderzoek is gebleken dat de oorsprong van het nomadisch pastoralisme, de rundercultus en de domesticatie van vee waarschijnlijk lag in gebieden in de Soedanese Nijlvallei, bijvoorbeeld Affad. Verschillende vondsten in Letti, Soedan, duiden erop dat vee hier al vroeg werd begraven en gedomesticeerd. Bij de vondsten ging het onder meer om werktuigen waarmee vee veilig kon worden uitgebloed zonder het te schaden. De culturele gewoonte om bij speciale gelegenheden runderbloed te drinken wordt tot op de dag van vandaag nog steeds gedeeld door veel Nilotische veehoedersgroepen in Afrika, zoals de Masai en de Dinka. Een van de vroegste begrafenissen van vee is te vinden op de site Nabta Playa, waar de bewoners dezelfde Nilo-Saharaanse tradities van Soedan en de bredere Nijlvallei aanhingen. Deze mensen waren verantwoordelijk voor begrafenissen van offervee in met klei beklede en overdekte kamers, bedekt met ruwe stenen grafheuvels. Op een van de vindplaatsen uit het begin van het Holoceen (~ 8.000 v.Chr.) werden tussen de botten van wilde dieren resten van gedomesticeerd vee met "oeros-achtige" kenmerken gevonden. Er zijn sterke aanwijzingen dat gedomesticeerd vee, voornamelijk runderen, een belangrijke rol speelde in het leven van de inwoners van Uan Muhuggiag, wat wordt ondersteund door de hoeveelheid runderbotten die op de vindplaats zijn gevonden, evenals door bewijs van een rundercultus en rituele offers op een locatie op het Messak-plateau, ongeveer 100 km verwijderd van de site. 
De Tashwinat-mummie was duizend jaar ouder dan de oudste bekende Egyptische mummie. De geavanceerde vorm van uitweiding duidt op een hoog ontwikkelde samenleving. Sommige geleerden beweren dat de Sub-Saharaanse bevolking die daar leefde, invloed zou kunnen hebben gehad op het mummificatieproces dat duizend jaar later in het oude Egypte werd gebruikt. 